# Інститут інформаційного, телекомунікаційного та медіа права
Інститут інформаційного, телекомунікаційного та медіа права (нім. Institut für Informations-, Telekommunikations-und Medienrecht, скорочено ITM, 51°58′29.28″ пн. ш. 7°36′13.68″ сх. д. / 51.9748000° пн. ш. 7.6038000° сх. д.) — відокремлений структурний підрозділ Вестфальського університету, що займається дослідженнями з питань інформаційного права, зокрема, захисту авторського та суміжних прав, конфіденційної інформації від розголошення, особливостями інтернет-права та інших правовідносин, що виникають в інформаційній сфері. Багато проєктів інституту здійснюються за безпосереднім замовленням Єврокомісії.

## Сфера досліджень

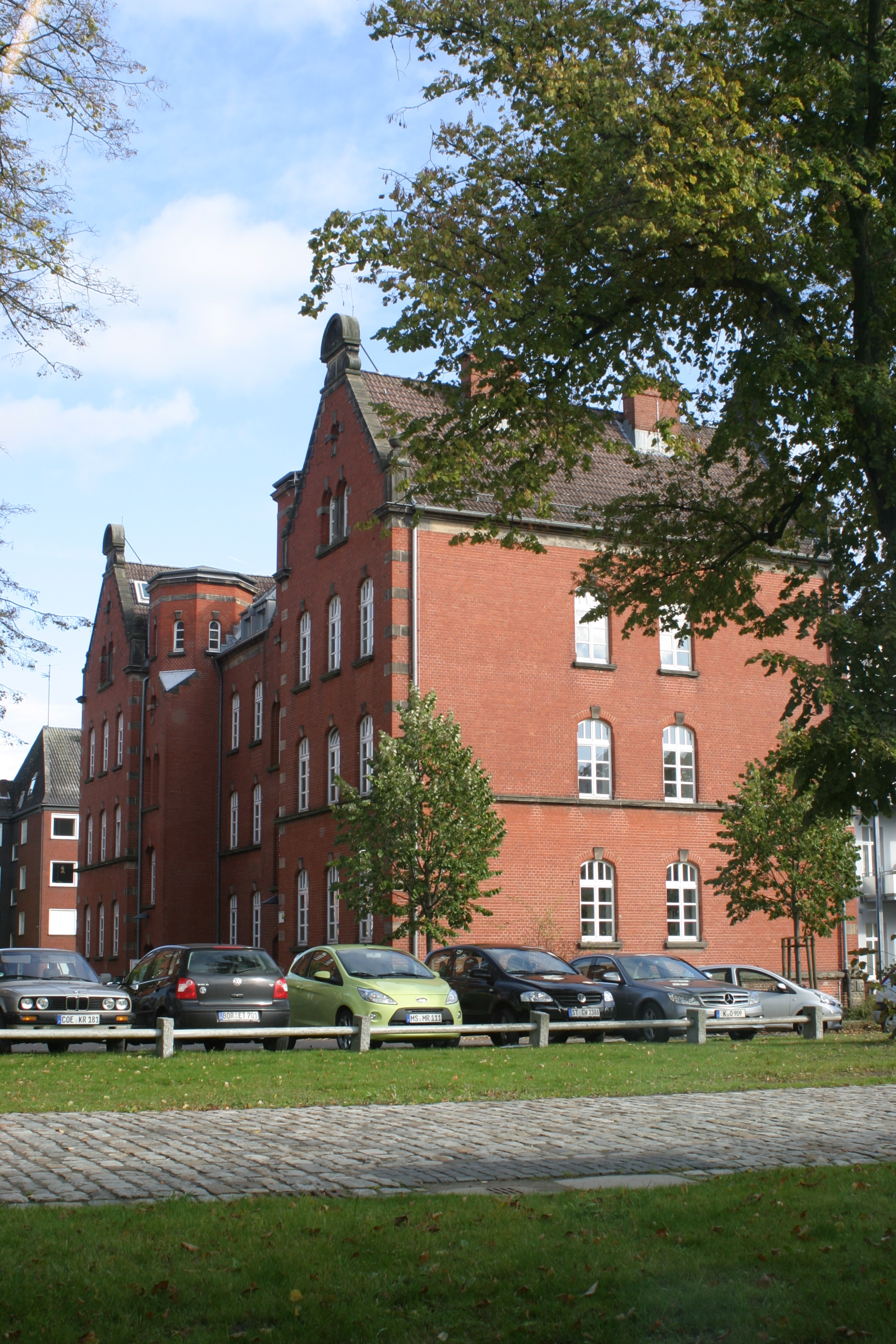
Будівля інституту

### Інформаційне право
- Авторське право і правовий захист промислових зразків і моделей
- Юридичні питання електронної торгівлі
- Охорона товарного знака
- Питання міжнародного приватного права та міжнародного цивільного процесуального права
- Конкурентне та корпоративне право

### Телекомунікаційне право
- Телекомунікаційний бізнес і захист прав споживача
- Захист конкуренції та антимонопольного права

### Медіа-право
- Кінематографічне право
- Музичне право

### Юридична інформатика
- Використання інтерактивних засобів масової інформації у навчанні
- Потенціал штучного інтелекту в юриспруденції
- Можливості юридичних експертних систем
- Створення і подальша робота з правовими базами даних. Інтернет-паблішинг
- Електронна комерція

## Наукова діяльність

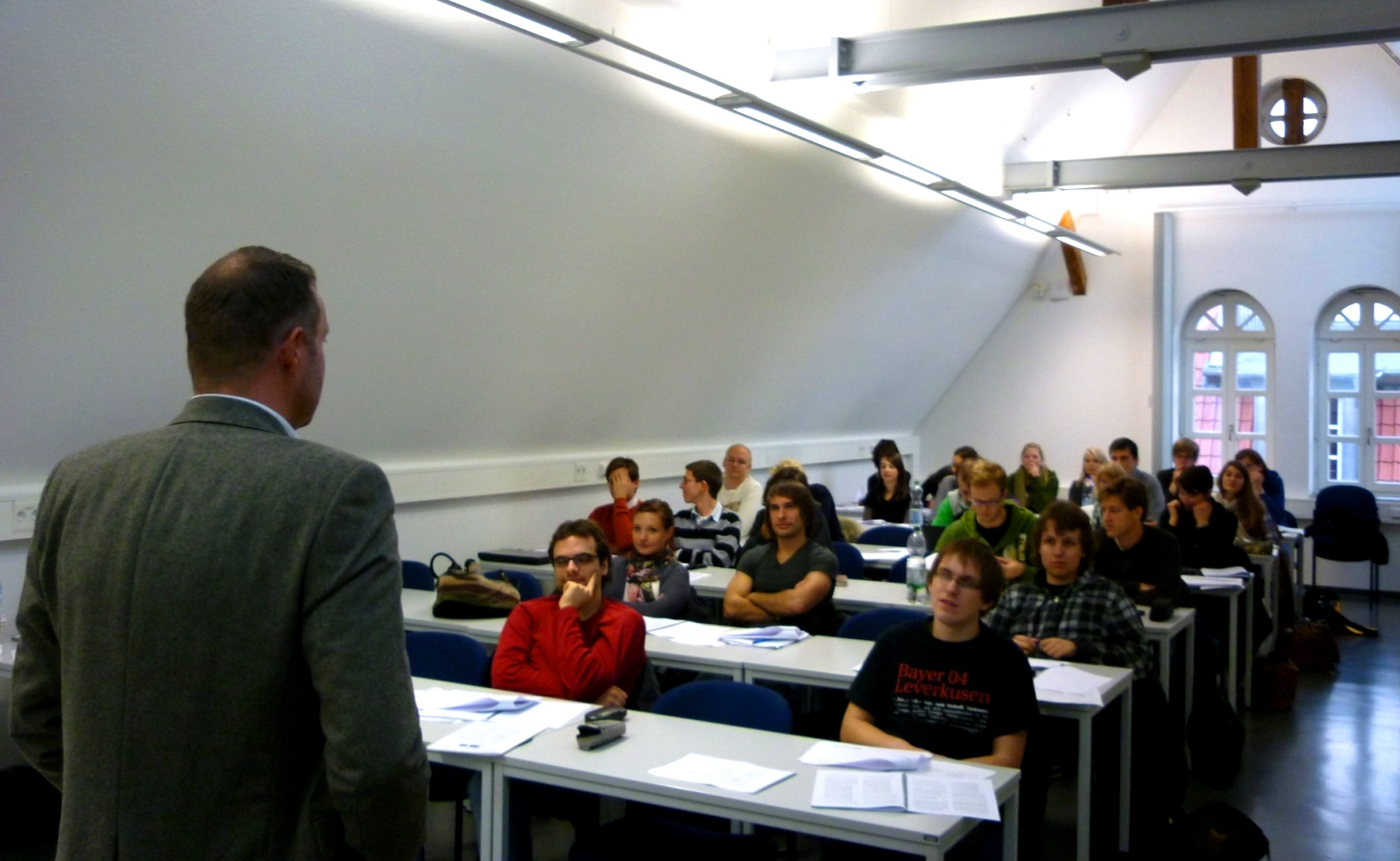
Лекція з захисту інформації

### Діючі наукові проєкти
- CONSENT (англ. Consumer sentiment regarding privacy on user generated content services in the digital economy — Думка користувачів з питань конфіденційності інтернет-ресурсів, що надають можливість створення так званого user-generated контенту[Прим. 1]). Проєкт здійснюється за замовленням Єврокомісії. Серед дев'ятнадцятьох учасників проєкту — науково-дослідні центри, вищі навчальні заклади та неурядові організації з тринадцяти європейських держав.
- LAPSI (англ. Legal Aspects of Public Sector Information — Правові аспекти сфери загальнодоступної інформації). Проєкт також здійснюється на замовлення Єврокомісії. У проєкті беруть участь двадцять організацій-партнерів з тринадцяти країн Євросоюзу. Головною метою проєкту є загальне визначення та обговорення законодавчих перешкод для доступу та обміну загальнодоступною інформацією в сучасну епоху цифрових носіїв інформації. Проєкт LAPSI спрямований на побудову загальноєвропейської системи роботи з інформацією подібного роду, яка здатна стати відправним пунктом для подальших політичних дебатів на самому високому рівні.
- Центр досліджень патентних прав (англ. Research Centre for Industrial Property Rights). Центр було засновано в 1998 році, з метою правового захисту досягнень науки і техніки — однієї з найважливіших умов ефективної економіки.
- «Історія інформаційного права». Проєкт здійснюється за підтримки Німецького науково-дослідницького співтовариства і спрямований, головним чином, на з'ясування точного часу виникнення і подальшої еволюції того, що нині прийнято називати «інформаційним правом».

### Завершені наукові проєкти
- ZAP-Project (Проєкт «ZAP»). Проєкт був спрямований на побудову простіших у використанні правових баз даних, доступних для роботи навіть нефахівцям в електронній обробці даних.
- IPR-HD (англ. Intellectual Property Rights Helpdesk — «Гаряча лінія» інтелектуального права). Проєкт являв собою загальноєвропейську мережу науково-дослідних інститутів, юридичних та консалтингових компаній, об'єднаних для підтримки використання (в тому числі — комерційного) інтелектуальних прав суб'єктами малого і середнього бізнесу.

## Науково-видавнича діяльність
Інститутом було опубліковано понад п'ятдесят книг та кілька сотень статей з тематики європейського та світового інформаційного права.